# لام چینگ-یینگ
لام چینگ-یینگ (انگلیسی: Lam Ching-ying؛ ۲۷ دسامبر ۱۹۵۲ – ۸ نوامبر ۱۹۹۷) بازیگر، رزمی کار و بدل‌کار و کارگردان فیلم اهل چین بود.
از فیلم‌هایی که وی در آن نقش داشته‌است، می‌توان به برادر خوبم دودو، شمشیر بی‌رحم، پام پام و رئیس بزرگ اشاره کرد.
وی در دو فیلم خشم اژدها و اژدها وارد می‌شود، بدل‌کار و دستیار کارگردان صحنه‌های اکشن بود.
او در سال ۱۹۹۷ میلادی بر اثر سرطان کبد درگذشت.